# Terence Howard
Terence T. Howard (sinh ngày 13 tháng 9 năm 1937) là một cựu cầu thủ bóng đá người Anh đại diện cho Anh Quốc tại Thế vận hội Mùa hè 1960. Howard làm nghề đánh cá tại Chợ Billingsgate.